# Agathymus
Agathymus là một chi bướm ngày thuộc họ Bướm nâu.